# Karoline von Oranien-Nassau-Diez

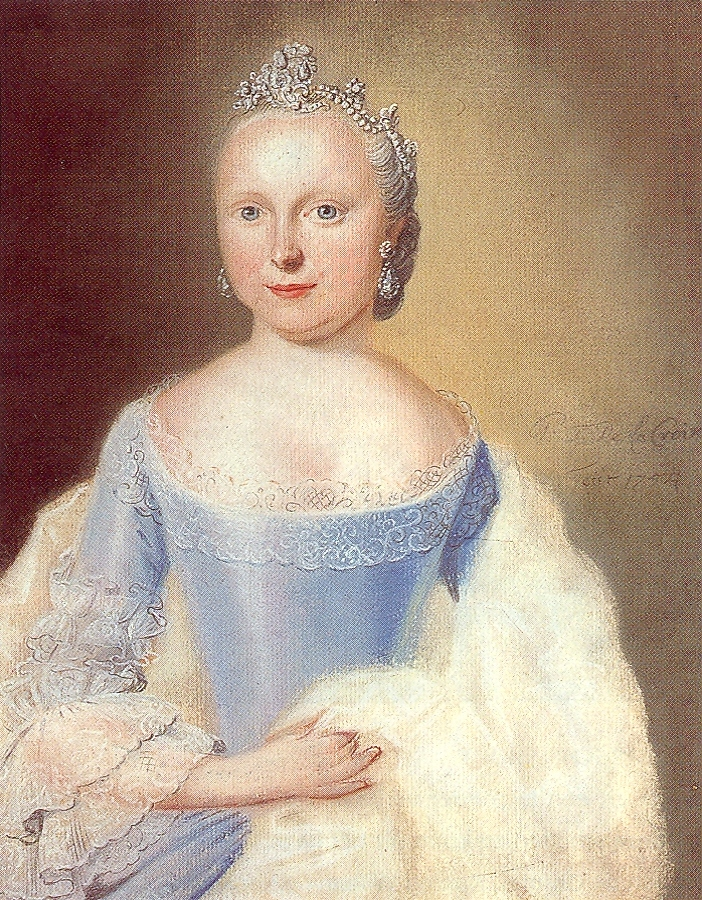
Karoline von Oranien-Nassau

Karoline Prinzessin von Oranien-Nassau-Diez (* 28. Februar 1743 in Leeuwarden; † 6. Mai 1787 in Kirchheimbolanden) war durch Heirat Fürstin von Nassau-Weilburg.

## Leben
Karoline war eine Tochter von Fürst Wilhelm IV. und Anna von Hannover (1709–1759), der Tochter von König Georg II. von Großbritannien. Sie wurde als verständige, aufgeweckte Frau beschrieben, die sehr musikalisch war, sang und Klavier spielte (Schon ihre Mutter war Musikschülerin Georg Friedrich Händels gewesen). 1765 spielte ihr der 9-jährige Mozart in Den Haag vor und widmete ihr ein Jahr später sechs Sonaten für Klavier und Violine (KV 26–31). In diesem Jahr – 1766 – besuchte er sie erneut in Den Haag und 1778 hielt er sich eine Woche zu einer Konzertreise in der nassau-weilburgischen Residenz Kirchheimbolanden auf.

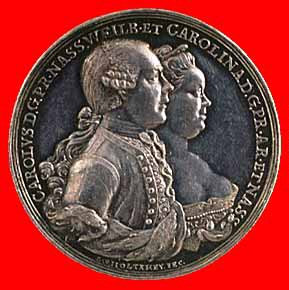
Bildnis ihres Ehemannes Fürst Karl Christian und Karolines auf einer Medaille

## Ehe und Nachkommen

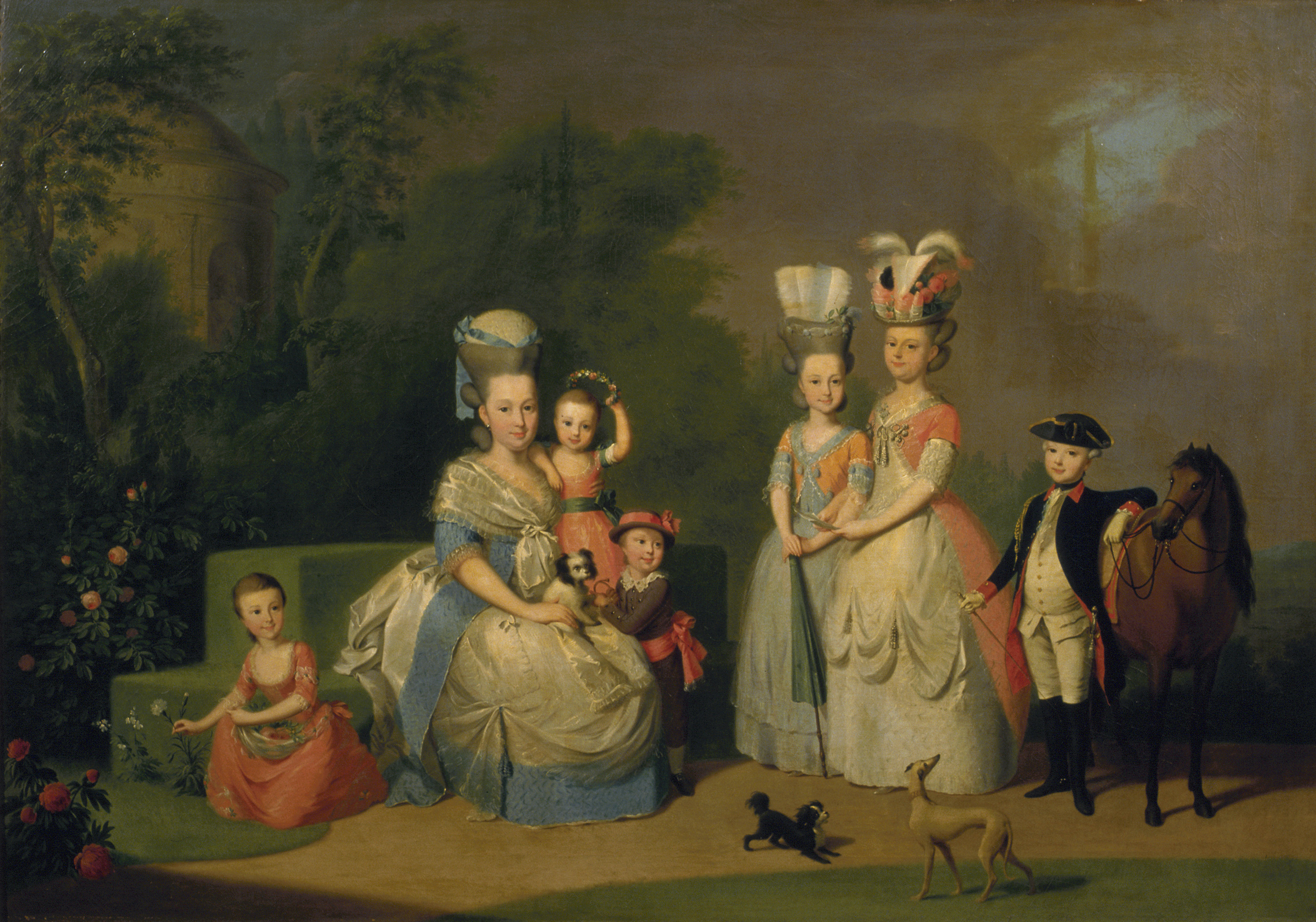
Fürstin Karoline mit ihren Kindern, um 1778, von Anton Wilhelm Tischbein

Auf Wunsch ihrer Mutter heiratete sie am 5. März 1760 in Den Haag mit 17 Jahren Fürst Karl Christian von Nassau-Weilburg (1735–1788). Das Paar hatte 14 Kinder:
- Georg (1760–1762)
- Wilhelm (1761–1770)
- Marie (1764–1802)
- Luise (1765–1837); ⚭ 1786 Fürst Heinrich XIII. Reuß ä.L. (1747–1817)
- (Tochter) (*/† 1767)
- Friedrich Wilhelm (1768–1816), Fürst von Nassau-Weilburg
- Karoline (1770–1828); ⚭ 1787 Fürst Karl Ludwig zu Wied-Runkel (1763–1824)
- Karl (*/† 1772)
- Karl (1775–1807)
- Amalie (1776–1841); ⚭ 1793 Fürst Viktor II. von Anhalt-Bernburg-Schaumburg-Hoym (1767–1812)
- (Kind) (*/† 1778)
- (Kind) (*/† 1779)
- Henriette (1780–1857); ⚭ 1797 Herzog Ludwig von Württemberg (1756–1817)
- (Kind) (*/† 1785)